# Famille von Brockdorff
La famille von Brockdorff est une famille de la noblesse immémoriale du Holstein et tire son origine des terres de Brokdorf, aujourd'hui dans l'arrondissement de Steinburg (État du Schleswig-Holstein).

## Histoire
Le premier membre de la famille à avoir été mentionné par écrit est un certain chevalier Hildelevus de Bruchtorp en 1220. La famille actuelle descend en ligne directe du chevalier Marquart von Brockdorff, mentionné en 1336. Ils deviennent barons en 1432. Une branche de la famille s'installe en Saxe, jusqu'au XVIIe siècle. Celle-ci est élevée au titre de comte du Saint-Empire en 1706. Tandis qu'au Danemark (le Holstein appartient, comme propriété personnelle, à la couronne de Danemark) la branche aînée obtient la transmission de ses terres en fief par primogéniture à partir du XVIIe siècle et le titre de comte.

## Juel-Brockdorff
Sophie-Frédérique von Stieglitz-Brockdorff, en épousant Carl Juel (1750-1859), donne naissance à la lignée danoise des barons Juel-Brockdorff.

## Brockdorff-Ahlefeldt
Une branche des comtes von Brockdorff, les comtes von Brockdorff-Ahlefeldt, descend de Konrad von Brockdorff qui a été adopté en 1837 par le comte Conrad von Ahlefeldt d'Ascheberg.

## Brockdorff (1809)
Le baron Christian Friedrich von Brockdorff, écuyer (Jagdmeister) du duc d'Oldenbourg, obtient en 1809 la permission de donner son nom aux quatre enfants naturels qu'il a eus de Jeannette Hansen.

## Personnalités

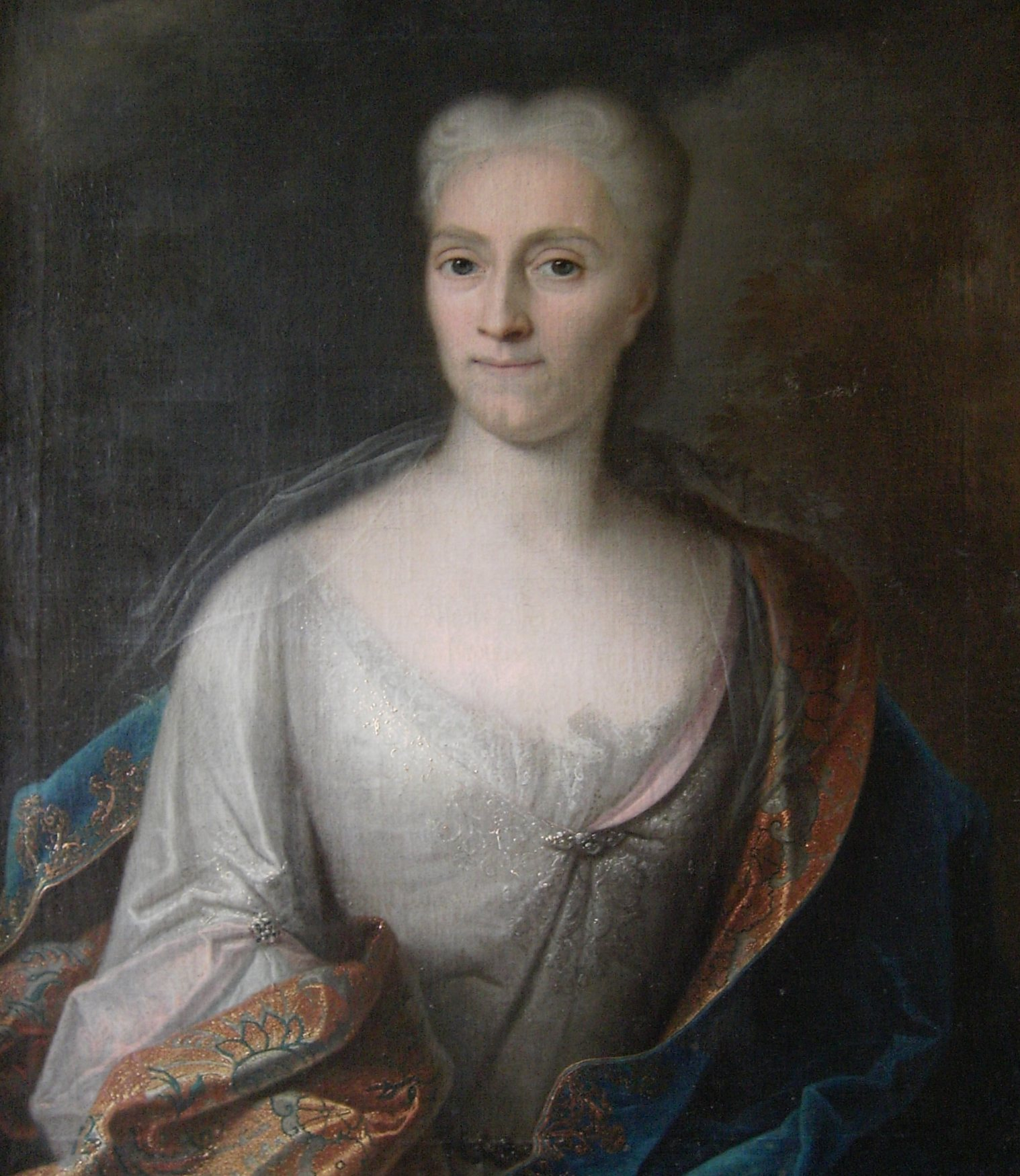
Portrait de la comtesse de Cosel, née Brockdorff

- Anne-Constance de Brockdorff (1680-1765), comtesse de Cosel, maîtresse du roi Auguste le Fort
- Baron Cay von Brockdorff (1874-1946), philosophe, sociologue
- Comte Cay Hugo von Brockdorff (1915-1999), sculpteur, historien d'art, passé en RDA
- Comte Cay Lorenz von Brockdorff (de) (1766-1840), chancelier du Schleswig-Holstein pour la couronne du Danemark
- Cay Lorenz von Brockdorff (de) (1813-1870), administrateur de l'arrondissement de Segeberg
- Comtesse Erika von Brockdorff, née Schönfeldt, (1911-1943), résistante au national-socialisme et membre de l'Orchestre rouge, décapitée à la prison de Plötzensee
- Comte Ulrich von Brockdorff-Rantzau (1869-1928), ministre des Affaires étrangères de la république de Weimar et ambassadeur allemand en URSS dans les années 1920
- Comtesse Ursula von Brockdorff, née comtesse von Behr-Negendanck (1936-1989), femme politique (CDU)
- Comte Walter von Brockdorff-Ahlefeldt (1887-1943), général d'infanterie

## Domaines et propriétés

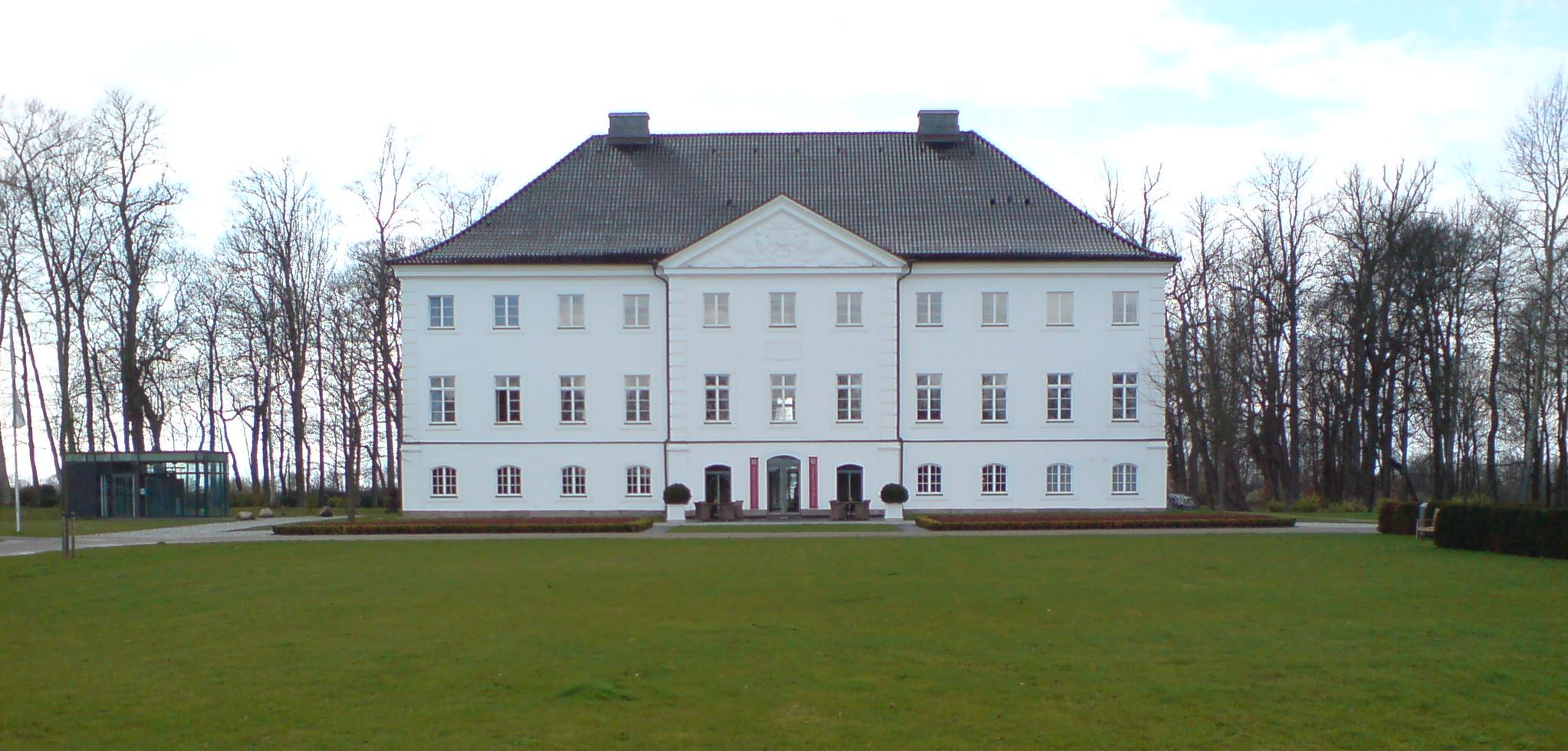
Château de Groß Schwansee

- Château de Groß Schwansee
- Château de Grünholz
- Palais Brockdorff à Glückstadt